# Jacques Martineau
Jacques Martineau (Montpellier, 8 juli 1963) is een Frans filmregisseur en scenarioschrijver.

## Biografie
Jacques Martineau werd in 1963 geboren in Nice waar hij ook opgroeide. Hij volgde uitgebreide studies aan de École normale supérieure in Parijs, waar hij zijn agrégation de lettres en doctoraat behaalde. Na zijn studies begon hij met lesgeven aan de faculteit.
In 1995 leerde hij zijn partner Olivier Ducastel kennen en in 1997 besloot hij zich samen met Ducastel zich aan het filmmaken te wijden. In 1998 realiseerden ze hun eerste speelfilm. Hun film Jeanne et le Garçon formidable werd in 1999 genomineerd voor de César voor beste debuutfilm. Hun tweede film Drôle de Félix, over een homoseksuele seropositieve jongen, ging in 2000 in première op het internationaal filmfestival van Berlijn en werd bekroond met de Teddy Award.
Martineau is ook docent aan de Université Paris-Ouest-Nanterre-La-Défense bij de afdeling Letterkunde-Talen-Wijsbegeerte, waar hij afwisselend masterclasses en workshops geeft.

## Filmografie

### Regie en scenario (samen met Olivier Ducastel)
- 2016: Théo et Hugo dans le même bateau
- 2010: L'Arbre et la Forêt
- 2008: Nés en 68
- 2005: Crustacés et Coquillages
- 2002: Ma vraie vie à Rouen
- 2000: Drôle de Félix
- 1998: Jeanne et le Garçon formidable

## Prijzen en nominaties
De belangrijkste:
| Jaar | Prijs                                   | Categorie            | Film                             | Uitslag     |
| ---- | --------------------------------------- | -------------------- | -------------------------------- | ----------- |
| 2016 | Teddy Award                             | Publieksprijs        | Théo et Hugo dans le même bateau | Gewonnen    |
| 2005 | Internationaal filmfestival van Berlijn | Label Europa Cinemas | Crustacés et Coquillages         | Gewonnen    |
| 2000 | Teddy Award                             | Beste langspeelfilm  | Drôle de Félix                   | Gewonnen    |
| 1999 | César                                   | Beste debuutfilm     | Jeanne et le Garçon formidable   | Genomineerd |